# 용천초등학교 (충북)
용천초등학교는 대한민국 충청북도 음성군에 있는 공립 초등학교이다.

## 학교 연혁
- 1969. 12. 02	용천국민학교 설립인가
- 1970. 03. 11	용천국민학교 개교
- 1982. 03. 09	용천국민학교 병설 유치원 개원
- 1996. 03. 01	용천초등학교로 명칭 개칭
- 2009. 12. 29	다목적교실(용천관)준공
- 2014. 09. 01	제15대 민경자 교장 부임
- 2017. 02. 16	제47회 졸업식(총5,388명)

## 참고 자료
- 용천초등학교 - 한국교육학술정보원 학교알리미